# Tatsiana Xaràkova
Tatsiana Xaràkova (en belarús: Таццяна Валер'еўна Шаракова, en rus: Татьяна Валерьевна Шаракова) (Orsha, Província de Vítsiebsk, 31 de juliol de 1984) és una ciclista en pista belarussa que combina tant la pista com la carretera.
S'ha proclamat Campiona del món en Puntuació, i Campiona nacional en ruta i contrarellotge diversos cops.
El 2012 va donar positiu en un control per dopatge i va ser suspesa amb 18 mesos.

## Palmarès en ruta
- 2005
  -  Campiona de Belarús en ruta
  -  Campiona de Belarús en contrarellotge
- 2007
  -  Campiona de Belarús en ruta
  -  Campiona de Belarús en contrarellotge
- 2008
  -  Campiona de Belarús en ruta
  -  Campiona de Belarús en contrarellotge
  - Vencedora d'una etapa al Tour de Bretanya
- 2009
  -  Campiona de Belarús en ruta
  -  Campiona de Belarús en contrarellotge
- 2012
  -  Campiona de Belarús en ruta
- 2016
  -  Campiona de Belarús en ruta
  -  Campiona de Belarús en contrarellotge
- 2017
  -  Campiona de Belarús en ruta
  -  Campiona de Belarús en contrarellotge
- 2019
  -  Campiona de Belarús en ruta
  -  Campiona de Belarús en contrarellotge
  - 1r al Gran Premi Alanya
  - 1r al Gran Premi Justiniano Hotels
- 2020
  -  Campiona de Belarús en ruta
  -  Campiona de Belarús en contrarellotge
- 2021
  -  Campiona de Belarús en ruta
  -  Campiona de Belarús en contrarellotge
  - 1r al Gran Premi Velo Manavgat

## Palmarès en pista
- 2005
  -  Campiona d'Europa sub-23 en Persecució
- 2006
  -  Campiona d'Europa sub-23 en Persecució
- 2011
  -  Campiona del món en Puntuació
  -  Campiona de Belarús en Persecució
  -  Campiona de Belarús en Òmnium
  -  Campiona de Belarús en Puntuació
  -  Campiona de Belarús en Scratch
  -  Campiona de Belarús en Persecució per equips (amb Aksana Papko i Alena Dilko)
- 2012
  -  Campiona d'Europa en Òmnium
  -  Campiona de Belarús en Persecució
  -  Campiona de Belarús en Òmnium
  -  Campiona de Belarús en Puntuació
  -  Campiona de Belarús en Scratch
  -  Campiona de Belarús en Persecució per equips (amb Aksana Papko i Alena Dilko)
  -  Campiona de Belarús en Velocitat per equips

### Resultats a laCopa del Món en pista
- 2009-2010
  - 1a a Cali, en Scratch